# 15624 Lamberton
15624 Lamberton è un asteroide della fascia principale. Scoperto nel 2000, presenta un'orbita caratterizzata da un semiasse maggiore pari a 2,3752116 au e da un'eccentricità di 0,0463293, inclinata di 1,92380° rispetto all'eclittica.
L'asteroide è dedicato alla studentessa statunitense Melissa L. Lamberton.